# Єсентуцька
Єсентуцька (рос. Ессентукская) — станиця, адміністративний центр Предгірного району Ставропольського краю і муніципального утворення «Сільське поселення Єсентуцька сільська рада».

## Географія
Сучасна станиця розташована на правому березі Подкумка, навпроти міста Єсентуки.
Відстань до крайового центру: 134 км.

## Історія
Станиця заснована в 1826 році з ініціативи генерала Єрмолова козаками Волзького полку, переселених з Надволжя. Спочатку станиця розташовувалася на лівому березі Подкумка. Згодом, лівобережна частина була перетворена в курортне місто, а правобережна залишилася козацькою станицею.